# Luisa de' Medici
Luisa Contessina Romola di Lorenzo de' Medici, detta Luigia (Firenze, 25 dicembre 1476 – Firenze, 23 maggio 1488), era l'ottava figlia di Lorenzo de' Medici e Clarice Orsini, la quarta femmina. Morì a soli undici anni.

## Biografia
Era destinata a sposare il suo lontano cugino Giovanni di Pierfrancesco de' Medici, poi detto Il popolano, ma morì prima di convolare a nozze, a soli undici anni.
Per il suo matrimonio forse era stato realizzato il grande dipinto della Pallade che doma il centauro di Sandro Botticelli, eseguito verso il 1482-83, un'allegoria della vita matrimoniale. Per lei, nel 1485, il padre fece miniare un prezioso libro d'ore, oggi alla Biblioteca Medicea Laurenziana.

## Ascendenza
|                                           |                                      |                                           | Genitori                                  |  |  | Nonni |  |  | Bisnonni          |  |  | Trisnonni                    |  |
|                                           |                                      |                                           |                                           |  |  |       |  |  | Cosimo de' Medici |  |  | Giovanni di Bicci de' Medici |  |
|                                           |                                      |                                           |                                           |  |  |       |  |  | Cosimo de' Medici |  |  | Giovanni di Bicci de' Medici |  |
|                                           |                                      | Piccarda Bueri                            |                                           |  |  |       |  |  | Cosimo de' Medici |  |  |                              |  |
| Piero de' Medici                          |                                      |                                           |                                           |  |  |       |  |  | Cosimo de' Medici |  |  |                              |  |
|                                           |                                      | Contessina de' Bardi                      | Alessandro de' Bardi                      |  |  |       |  |  |                   |  |  |                              |  |
|                                           |                                      | Contessina de' Bardi                      | Alessandro de' Bardi                      |  |  |       |  |  |                   |  |  |                              |  |
|                                           |                                      | Contessina de' Bardi                      | Emilia Pannocchieschi dei Conti di Vernio |  |  |       |  |  |                   |  |  |                              |  |
| Lorenzo de' Medici                        |                                      | Contessina de' Bardi                      |                                           |  |  |       |  |  |                   |  |  |                              |  |
|                                           |                                      | Francesco Tornabuoni                      | Simone Tornabuoni                         |  |  |       |  |  |                   |  |  |                              |  |
|                                           |                                      | Francesco Tornabuoni                      | Simone Tornabuoni                         |  |  |       |  |  |                   |  |  |                              |  |
|                                           |                                      | Francesco Tornabuoni                      | …                                         |  |  |       |  |  |                   |  |  |                              |  |
| Lucrezia Tornabuoni                       |                                      | Francesco Tornabuoni                      |                                           |  |  |       |  |  |                   |  |  |                              |  |
|                                           |                                      | Selvaggia degli Alessandri                | Maso degli Alessandri                     |  |  |       |  |  |                   |  |  |                              |  |
|                                           |                                      | Selvaggia degli Alessandri                | Maso degli Alessandri                     |  |  |       |  |  |                   |  |  |                              |  |
|                                           |                                      | Selvaggia degli Alessandri                | Nanna Cavalcanti                          |  |  |       |  |  |                   |  |  |                              |  |
| Luisa de' Medici                          |                                      | Selvaggia degli Alessandri                |                                           |  |  |       |  |  |                   |  |  |                              |  |
|                                           | Orso Orsini, signore di Monterotondo | Francesco Orsini, signore di Monterotondo |                                           |  |  |       |  |  |                   |  |  |                              |  |
|                                           | Orso Orsini, signore di Monterotondo | Francesco Orsini, signore di Monterotondo |                                           |  |  |       |  |  |                   |  |  |                              |  |
|                                           | Orso Orsini, signore di Monterotondo | Costanza Annibaldeschi                    |                                           |  |  |       |  |  |                   |  |  |                              |  |
| Jacopo Orsini, signore di Monterotondo    | Orso Orsini, signore di Monterotondo |                                           |                                           |  |  |       |  |  |                   |  |  |                              |  |
|                                           |                                      | Lucrezia Conti                            | Ildebrandino Conti                        |  |  |       |  |  |                   |  |  |                              |  |
|                                           |                                      | Lucrezia Conti                            | Ildebrandino Conti                        |  |  |       |  |  |                   |  |  |                              |  |
|                                           |                                      | Lucrezia Conti                            | Caterina di Sangro                        |  |  |       |  |  |                   |  |  |                              |  |
| Clarice Orsini                            |                                      | Lucrezia Conti                            |                                           |  |  |       |  |  |                   |  |  |                              |  |
|                                           |                                      | Carlo Orsini, signore di Bracciano        | Giovanni Orsini, signore di Galera        |  |  |       |  |  |                   |  |  |                              |  |
|                                           |                                      | Carlo Orsini, signore di Bracciano        | Giovanni Orsini, signore di Galera        |  |  |       |  |  |                   |  |  |                              |  |
|                                           |                                      | Carlo Orsini, signore di Bracciano        | Bartolomea Spinelli                       |  |  |       |  |  |                   |  |  |                              |  |
| Maddalena Orsini dei signori di Bracciano |                                      | Carlo Orsini, signore di Bracciano        |                                           |  |  |       |  |  |                   |  |  |                              |  |
|                                           |                                      | Paola Orsini dei conti di Tagliacozzo     | Giacomo Orsini, conte di Tagliacozzo      |  |  |       |  |  |                   |  |  |                              |  |
|                                           |                                      | Paola Orsini dei conti di Tagliacozzo     | Giacomo Orsini, conte di Tagliacozzo      |  |  |       |  |  |                   |  |  |                              |  |
|                                           |                                      | Paola Orsini dei conti di Tagliacozzo     | Isabella Marzano                          |  |  |       |  |  |                   |  |  |                              |  |
|                                           |                                      | Paola Orsini dei conti di Tagliacozzo     |                                           |  |  |       |  |  |                   |  |  |                              |  |